# Лизогуб Яків Іванович
Яків Іванович Лизогуб (нар. 1786 — пом. ?) — титулярний радник, перекладач при Імператорському Московському театрі.

## Народження
Первісток в родині маршалка дворянства Чернігівської губернії Івана Яковича Лизогуба та його дружини Ганни Василівни (вродженої Дунін-Борковської). Старший брат відомих друзів Т. Г. Шевченка Іллі та Андрія Лизогубів.

## Кар'єра
Ще будучи дитиною, завдяки протекції батька, 7 січня 1789 року був записаний капралом лейб-гвардії в Ізмайловський полк.
У серпні 1801 року поступив на навчання в благородний пансіон при Московському університеті. По завершенню навчання у 1806 році був направлений на службу юнкером в головне поштове управління.
1807 року зарахований помічником у штат військово-похідної Його Імператорської Величності канцелярії. У 1809 році отримав посаду столоначальника цивільної канцелярії головнокомандуючого в Москві разом з чином титулярного радника.
З жовтня 1811 року працював перекладачем при Імператорському Московському театрі.
Точні дата та місце смерті не встановлені.

## Творчість
Якову Івановичу Лизогубу належать переклад російською з німецької:
- «Порівняння Петра Великого з Карлом Великим», Wackerbarth (СПб., 1809).

А також творів з французької:
- «Артур і Софронія, або Кохання і таємниця», Графиня де Жанліс (СПб., 1807);
- «Пажи герцога Вандомського», Дюпаті та Дієлафуа (СПб., 1813);
- «Удаваний Станіслав», А. Дюваль (СПб., 1818);
- «Альберт, або Стратноверська пустеля», Гельм (Орел, 1822).